# Avenue Charles-Floquet
L'avenue Charles-Floquet est une voie du 7e arrondissement de Paris.

## Situation et accès
L'avenue Charles-Floquet est une voie publique située dans le 7e arrondissement de Paris. Longue de 610 mètres, elle commence au 3, avenue Octave-Gréard et finit rue Jean-Carriès.
Elle croise successivement la rue du Général-Lambert, les avenues du Docteur-Brouardel, Joseph-Bouvard, du Général-Tripier, la rue Champfleury et l’avenue du Général-Détrie.
Le quartier est desservi par la ligne 6, aux stations Bir-Hakeim et Dupleix et par la ligne C du RER, à la gare du Champ de Mars - Tour Eiffel.
L'avenue Charles-Floquet, qui compte plusieurs réalisations prestigieuses de l'architecte Pierre Humbert, dont certaines en collaboration avec son fils Maurice Humbert, est connue pour être l'une des avenue les plus chères de Paris en matière de prix d'achat du m².
L'avenue est entièrement classée au Patrimoine mondial de l'Humanité.

## Origine du nom

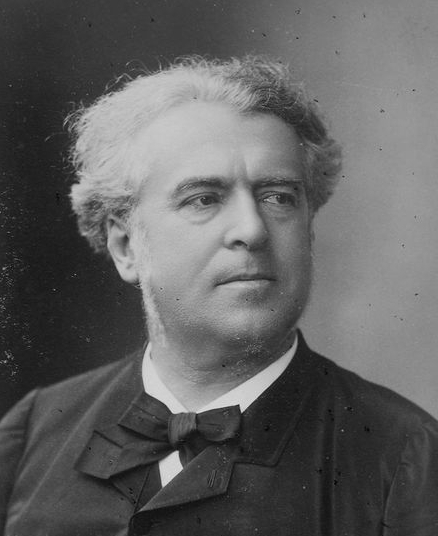
Charles Floquet, par Nadar.

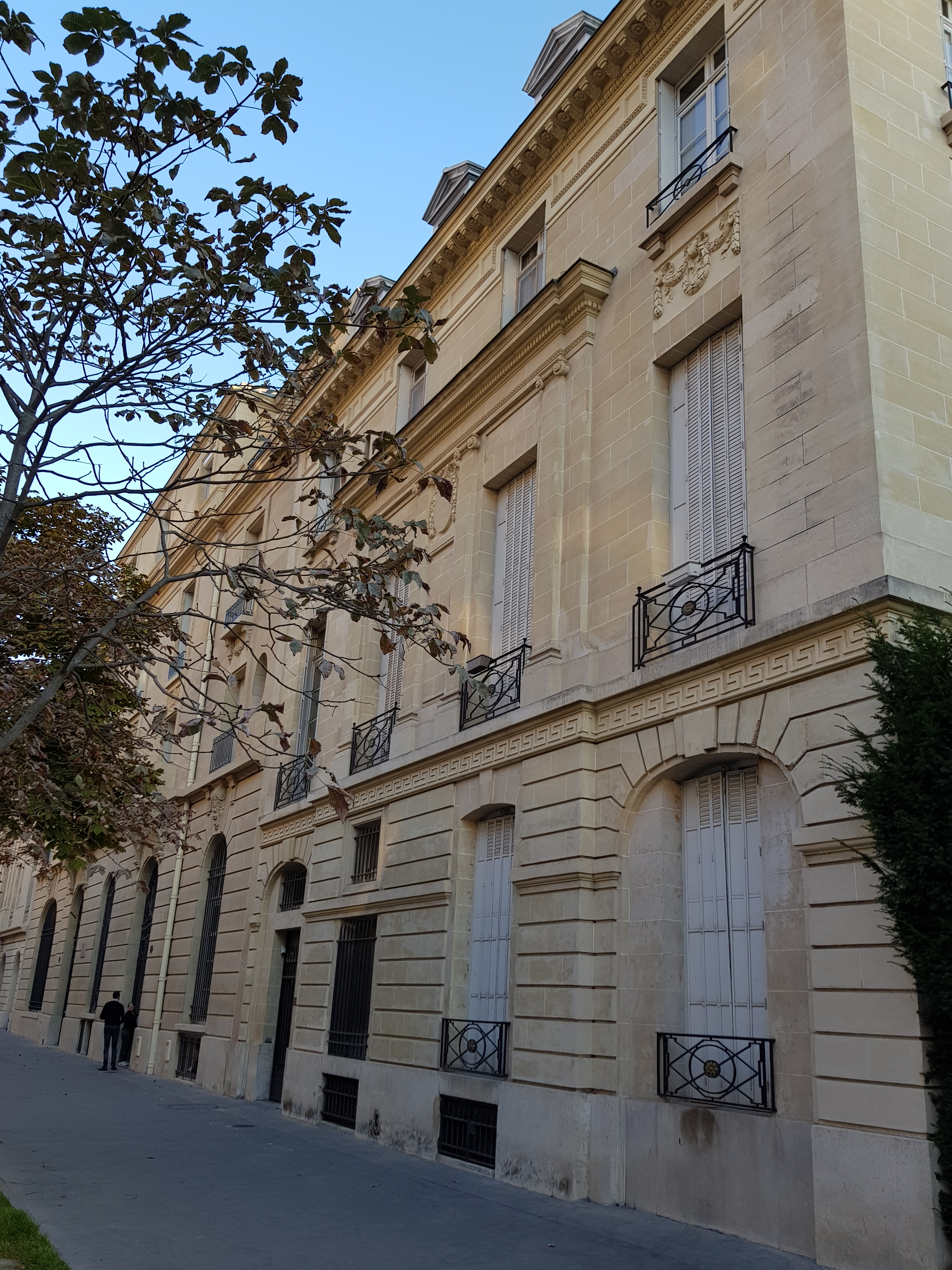
No 9.

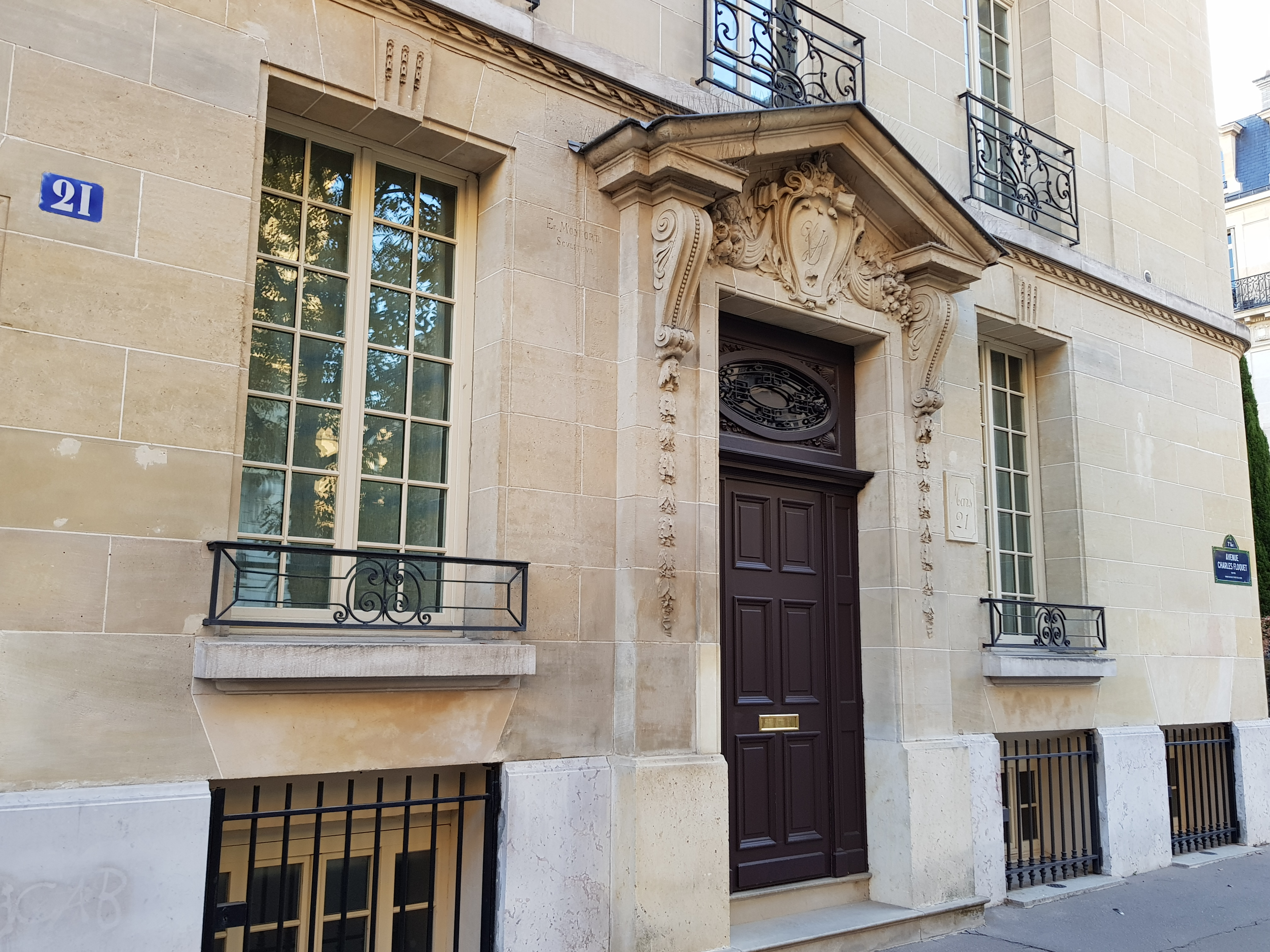
No 21.

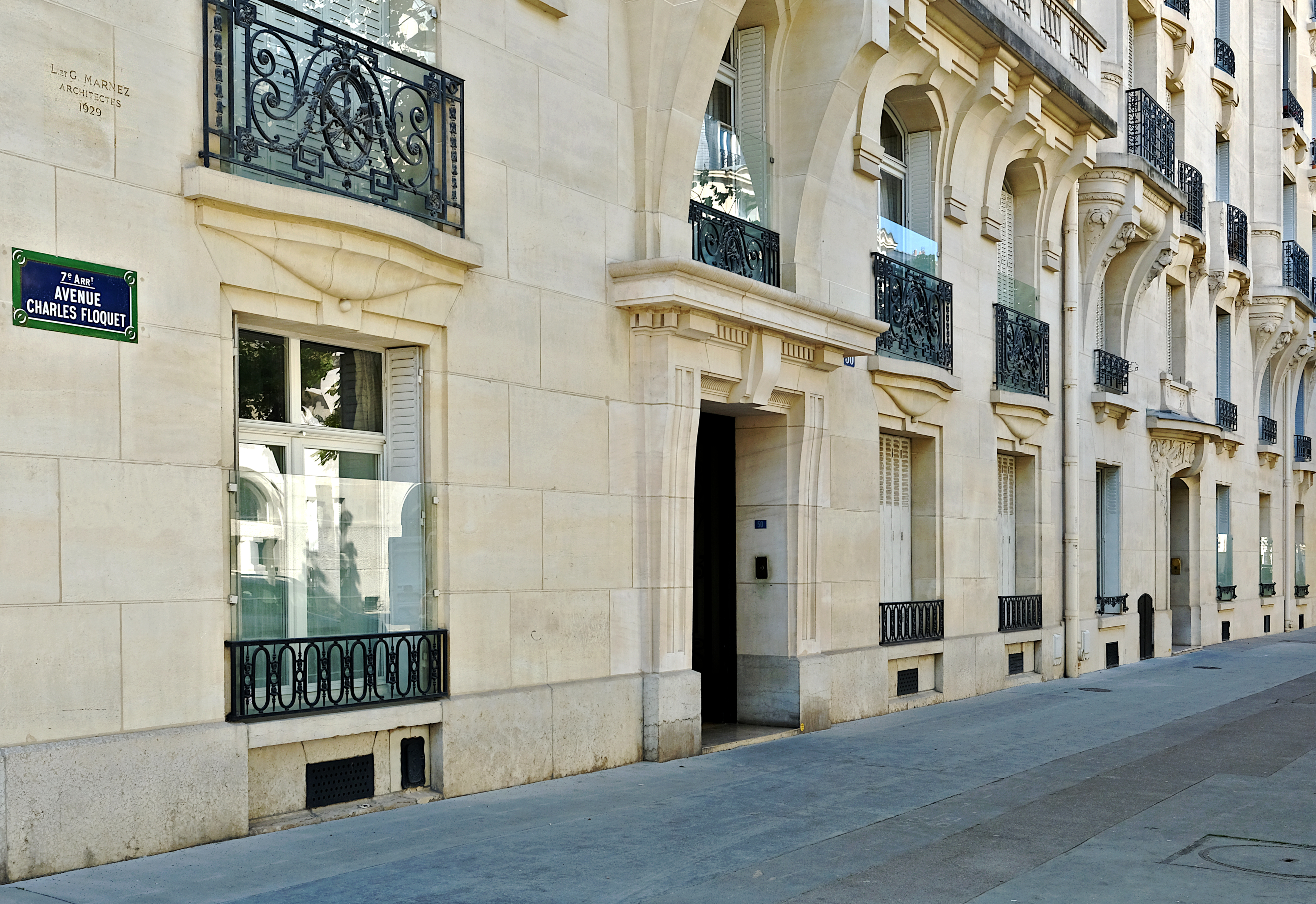
No 50.

Elle porte le nom de l'avocat, homme politique et préfet de la Seine Charles Floquet (1828-1896).

## Historique
La place est créée par la Ville de Paris sur les terrains détachés du Champ-de-Mars et prend sa dénomination actuelle en 1907.

## Bâtiments remarquables et lieux de mémoire
- No 1 : immeuble construit de 1904 à 1911 par l'architecte Pierre Humbert et son fils Maurice. Cet immeuble, inscrit aux monuments historiques depuis 1994, pastiche d'une architecture palladienne, se signale, à l'intérieur, par son décor à base de marbre polychrome et par son escalier elliptique à éclairage zénithal[4]. Actuellement centre culturel de l'ambassade d'Azerbaïdjan en France.
- No 3 : immeuble construit vers 1910 par Pierre Humbert pour le prince Soutzo[5]. L'écrivain et diplomate Paul Morand habite à cette adresse avec son épouse, la princesse Hélène Soutzo[6] de 1927 à 1976, comme l'atteste une plaque sur la façade. En 2005, son ancien appartement, vaste de 731 m2, auxquels s’ajoutent les 300 m2 du jardin privatif, est vendu entre 8 et 10 millions d’euros. En 2023, il appartient au collectionneur Hamad ben Abdullah al-Thani, cousin de l’émir du Qatar[7]. Pendant près de douze ans, le jardin « privatif » est l’objet d’une bataille judiciaire entre le cheikh al Thani et les autres copropriétaires, dont la famille Arnault, le premier en revendiquant l’entière propriété, les seconds le considérant comme une partie commune[8].
- No 6 : immeuble construit en 1916 par l’architecte René Patouillard-Demoriane pour le ministère de la Marine[9]. Il a été vendu en 2003 par le ministère des Armées[10].
- No 9 : hôtel de Malborough construit en 1912 par l’architecte René Sergent ; devient en 1922 la résidence du couple constitué par Consuelo Vanderbilt, ancienne duchesse de Malborough, et l’industriel Jacques Balsan ; depuis 1949, il sert de résidence à l'ambassadeur du gouvernement indien[11].
- No 11 : hôtel particulier de style néoclassique construit entre 1913 et 1915[11]. Bâtiment de l'ambassade du Cambodge en France.
- No 15 : hôtel particulier de style néo-classique construit en 1912 par Pierre Humbert pour la princesse de La Rochefoucauld, abritant depuis 1919 l'ambassade de la République tchèque.
- No 21 : abritait, jusqu'en 1990, l'ambassade de l'ancienne République arabe du Yémen. Les anciens locaux de l’ambassade ont été, en 2002, occupés par un collectif d’artistes et de musiciens appelé « Le Floquet’s[12] ».
- No 22 : le 8 février 1984, Abdel Aziz Al-Moubarak, ambassadeur des Émirats arabes unis, est assassiné de deux balles dans la tête devant son domicile situé à cette adresse[13], l'assassinat étant revendiqué par les Brigades révolutionnaires arabes[14].
- No 23 : Pierre Fourcaud (1898-1998), directeur adjoint du Service de documentation extérieure et de contre-espionnage, y a vécu jusqu'à sa mort[15].
- No 25 : siège de campagne de Jacques Chaban-Delmas pour l'élection présidentielle de 1974[16].
En 2021, le bâtiment est acquis par l'ambassade de Corée du Sud en France[7].
- No 35 : ambassade d'Éthiopie en France.
- No 37 : immeuble construit par Pierre et Maurice Humbert en 1913 pour la marquise Guilhem de Pothuaudans.
- No 41 : immeuble de 1912 préfigurant le style Art déco[11].
- No 43 : le dramaturge Tristan Bernard y a vécu ; une plaque lui rend hommage.
- Le romancier et poète irlandais James Joyce (1882-1941) a résidé au no 26 en 1922 et au no 8 en 1924[17].
- No 48 : l'actrice et espionne Suzy Depsy résida dans l'immeuble où, avec son mari, elle louait plusieurs étages et donnait des fêtes en pleine Première Guerre mondiale[18].
- No 50 : immeuble des architectes Louis et Georges Marnez réalisé en 1929.

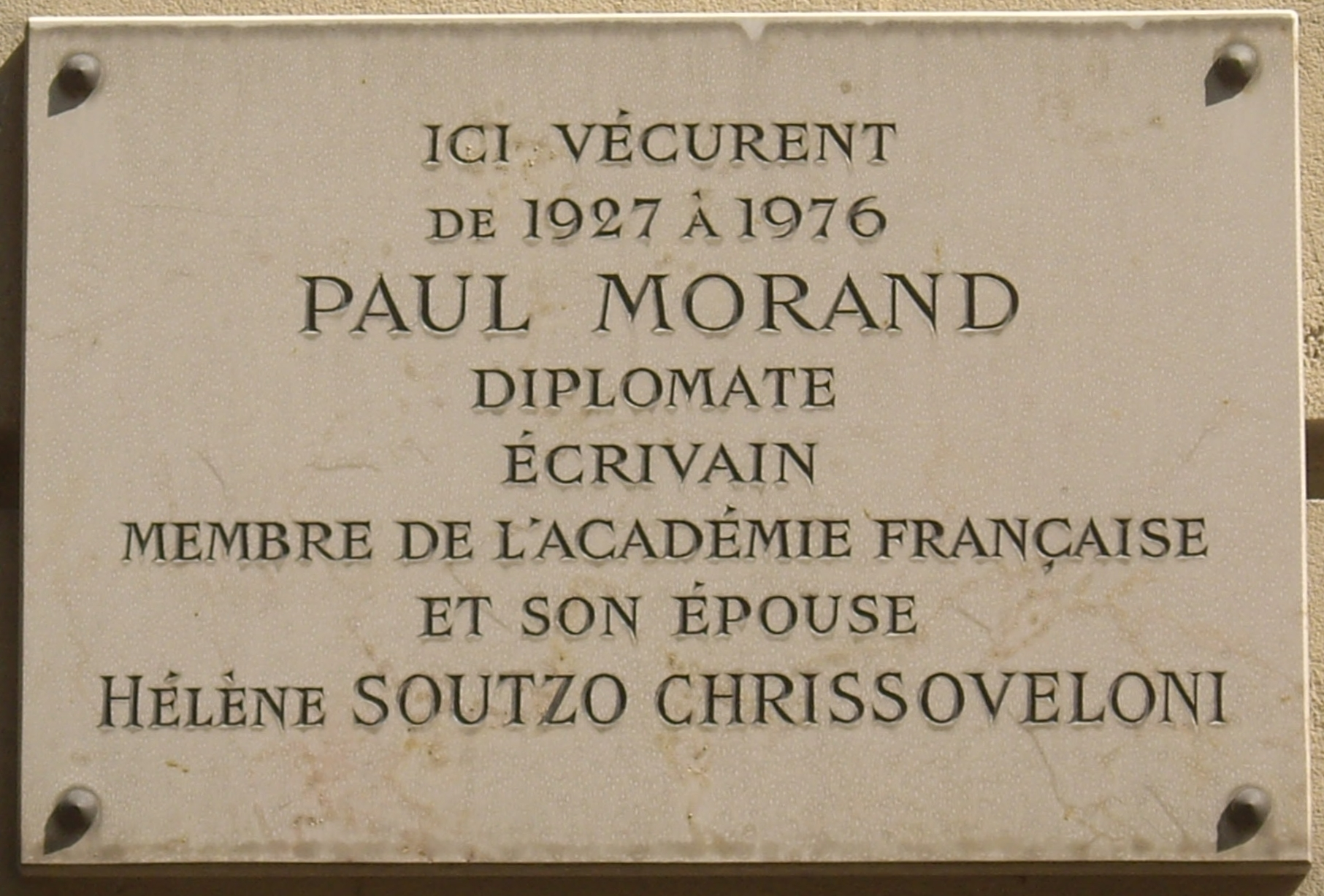
Plaque au no 3.
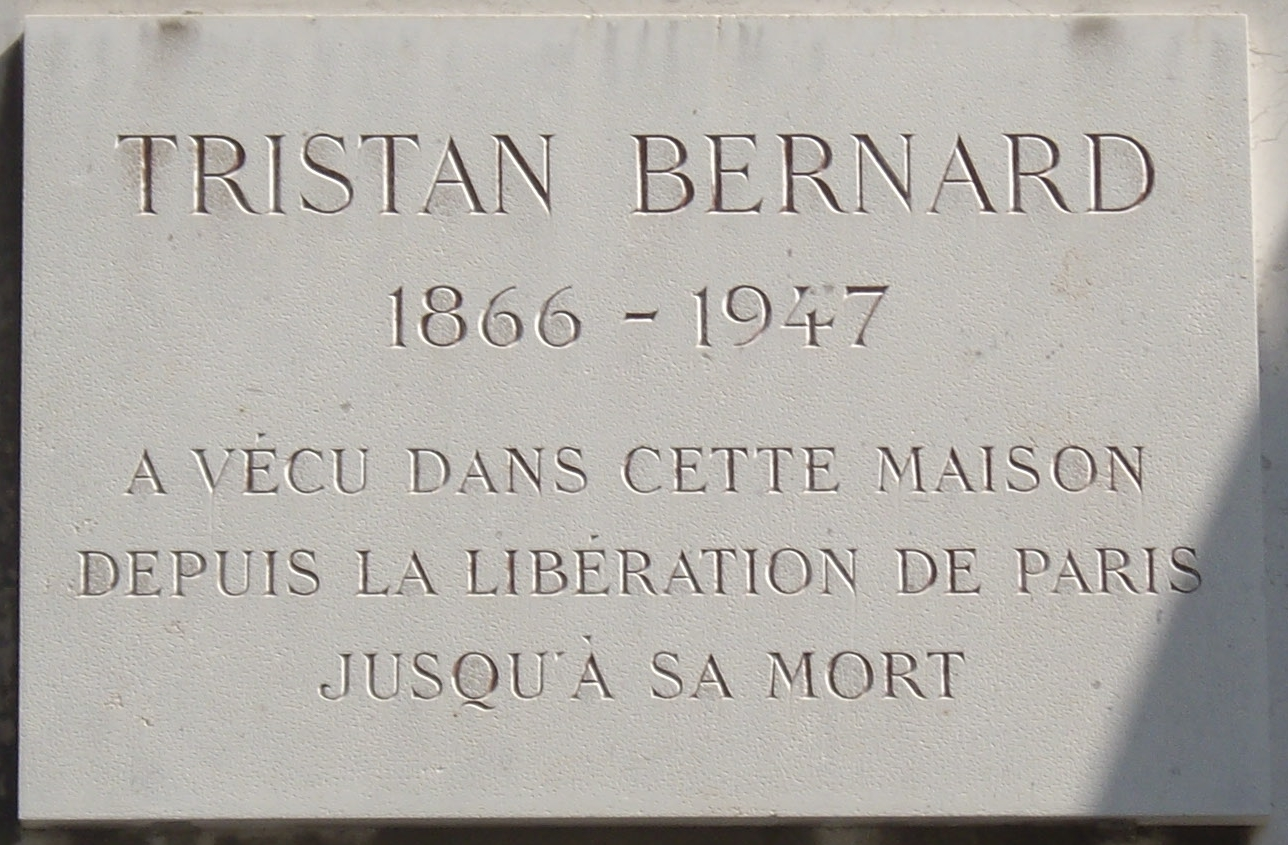
Plaque au no 43.